# AMN-590951 (VPK-Oural)
Le VPK-Oural ou Spartak (AMN-590951, VPK-59095S) est un véhicule blindé russe conçu pour résister aux 'EEI', engins explosifs improvisés, (sigle MRAP en anglais), développé par VPK. Il a été présenté pour la première fois lors du forum Army 2019. Il est utilisé par les forces spéciales russes pendant l'invasion de l'Ukraine, dont certains furent saisis par les forces ukrainiennes et utilisés par elles.

## Description et développement
Le véhicule blindé est destiné à la Garde nationale, aux Troupes internes, ainsi qu'aux unités des forces spéciales. Cela est confirmé lors du défilé du 9 mai sur la place Rouge en 2023 et 2024.
Le véhicule est développé à la suite des retours d’expérience russes sur leur intervention en Syrie. Les développeurs mettent l'accent sur la protection de l'équipage et des composants critiques du véhicule mais également sur la modularité du véhicule qui permet de modifier facilement le Spartak pour répondre aux besoins du client. 
Pour cela les blindages frontal et sur le toit de la coque sont renforcés afin de pouvoir résister à des tirs de calibre 12,7 mm. Le Spartak peut être équipé d'une protection supplémentaire pour résister à des tirs de calibre 14,5 mm. Afin de faire face aux dangers des mines et EEI le VPK-Oural est construit sur un principe de MRAP avec une coque en V capable de résister à des explosions de 6 à 8 kg de TNT.
Le véhicule est présenté avec une tourelle ouverte mais protégée à 360° avec des plaques de blindage. On retrouve le plus souvent un fusil-mitrailleur Kord de calibre 12,7 mm installé sur la tourelle mais elle peut accueillir aussi une mitrailleuse PK / PKP ou même un lance-grenades automatique AGS-17, 30, ou 40. Selon VPK, le Spartak peut être équipé d'une tourelle téléopérée comme l'Arbalet-DM.

## Variantes
Entre 2019 et 2024, le véhicule connaît plusieurs modifications, principalement au niveau de la protection, et plusieurs variantes ont été présentées :
- AMN-590951 : Version de base à deux essieux
  - Rapira-3 : Version de défense aérienne, équipée d'un radar et de 10 roquettes S-8 (en) modifiées pour être utilisées comme armement sol-air[8].
- AMN-59097 :  Version à 3 essieux avec un châssis plus grand et ouvert à l'arrière. Cette variante est plus lourde, elle pèse 22,5 t. Elle compte deux configurations possibles :
  - Cargo : Véhicule de logistique classique.
  - Appui feu : Véhicule de combat d'infanterie avec l'installation d'un canon semi-automatique AZP S-60 de calibre 57 mm à l'arrière.
  - Tornado-G : Une version du Spartak est annoncée, intégrant un panier à roquettes de Tornado-G pour transformer le véhicule en lance-roquettes multiple. Cette version est développée pour fournir aux artilleurs une protection blindée[9],[10].
- Commandement d'artillerie : Version non nommée équipée du système de contrôle d'artillerie Tablet-M-IR.

## Opérateurs
- Russie
  - Forces armées de la fédération de Russie
  - Garde nationale (Russie)
- Gabon
- 🇲🇱 Mali

## Galerie

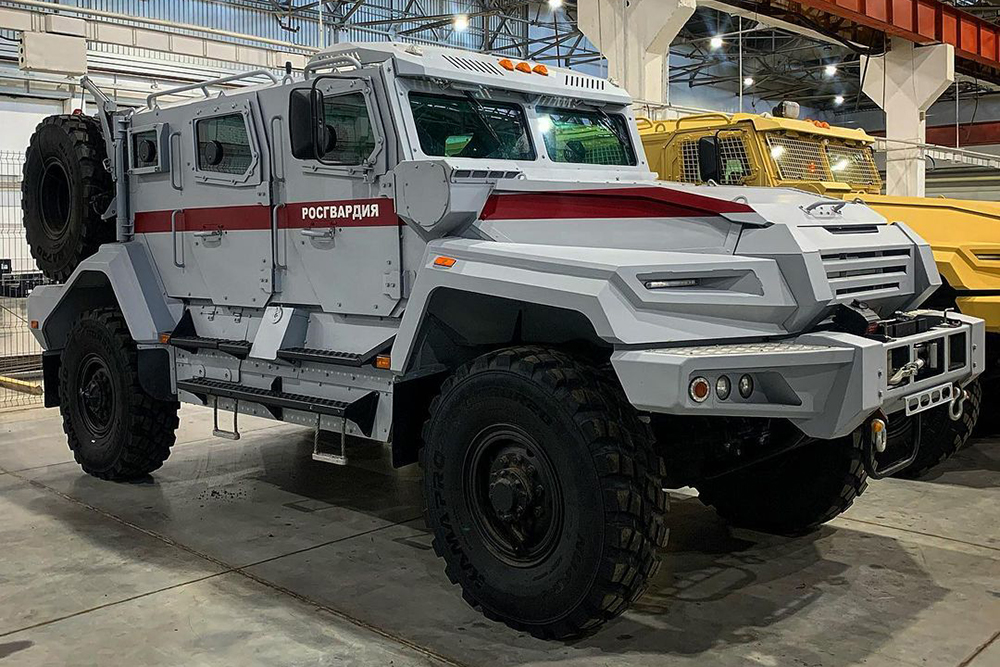
VPK-Oural de la Garde nationale russe
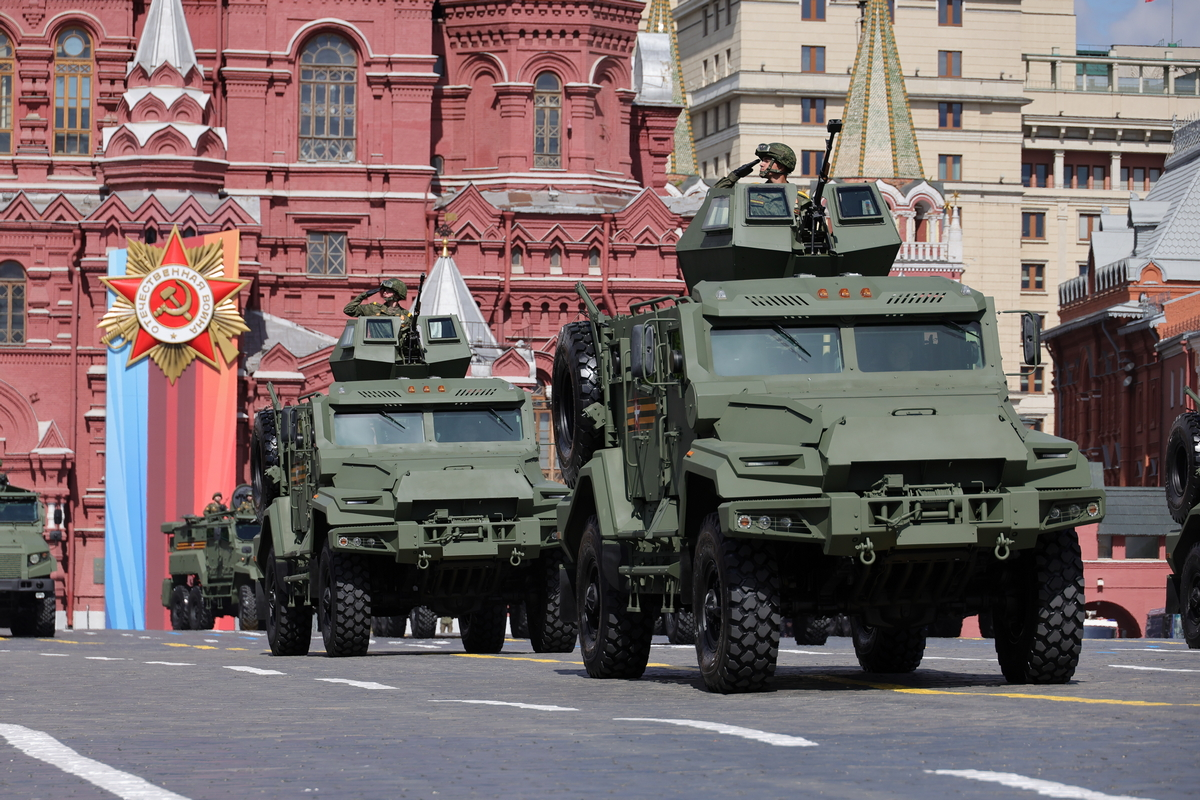
Au défilé de la victoire à Moscou en 2023
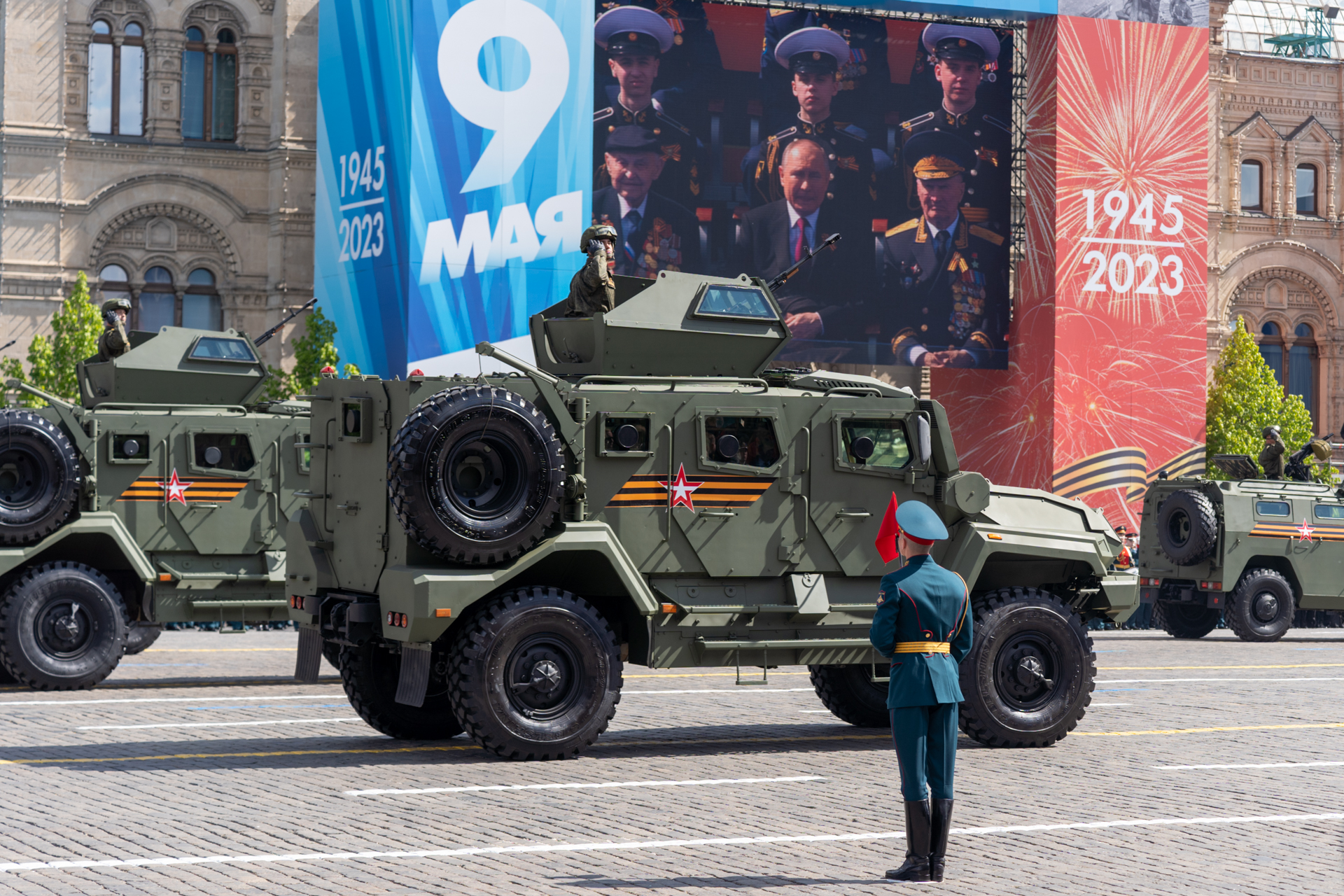
Au défilé de la victoire à Moscou en 2023.
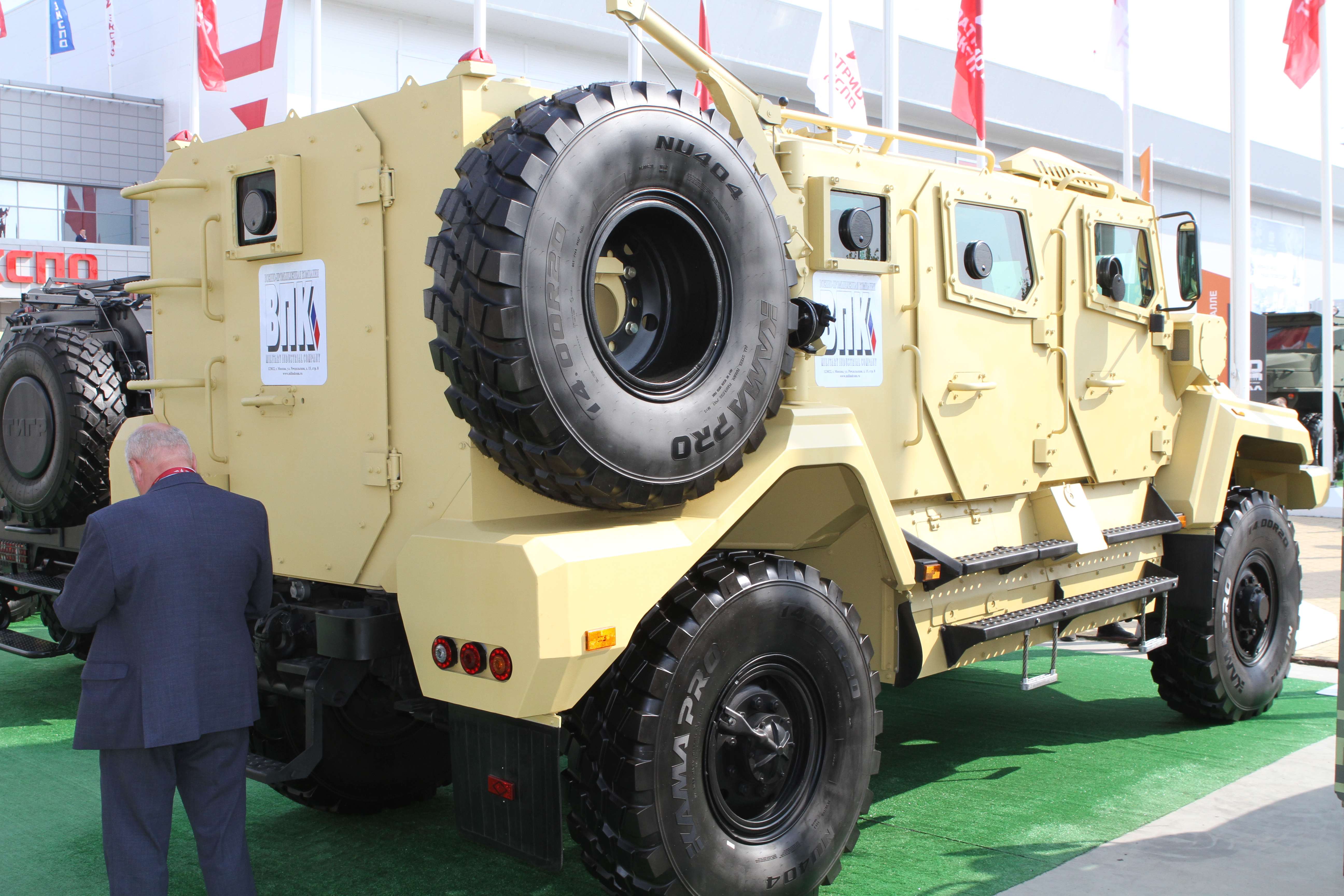
Lors du forum Army
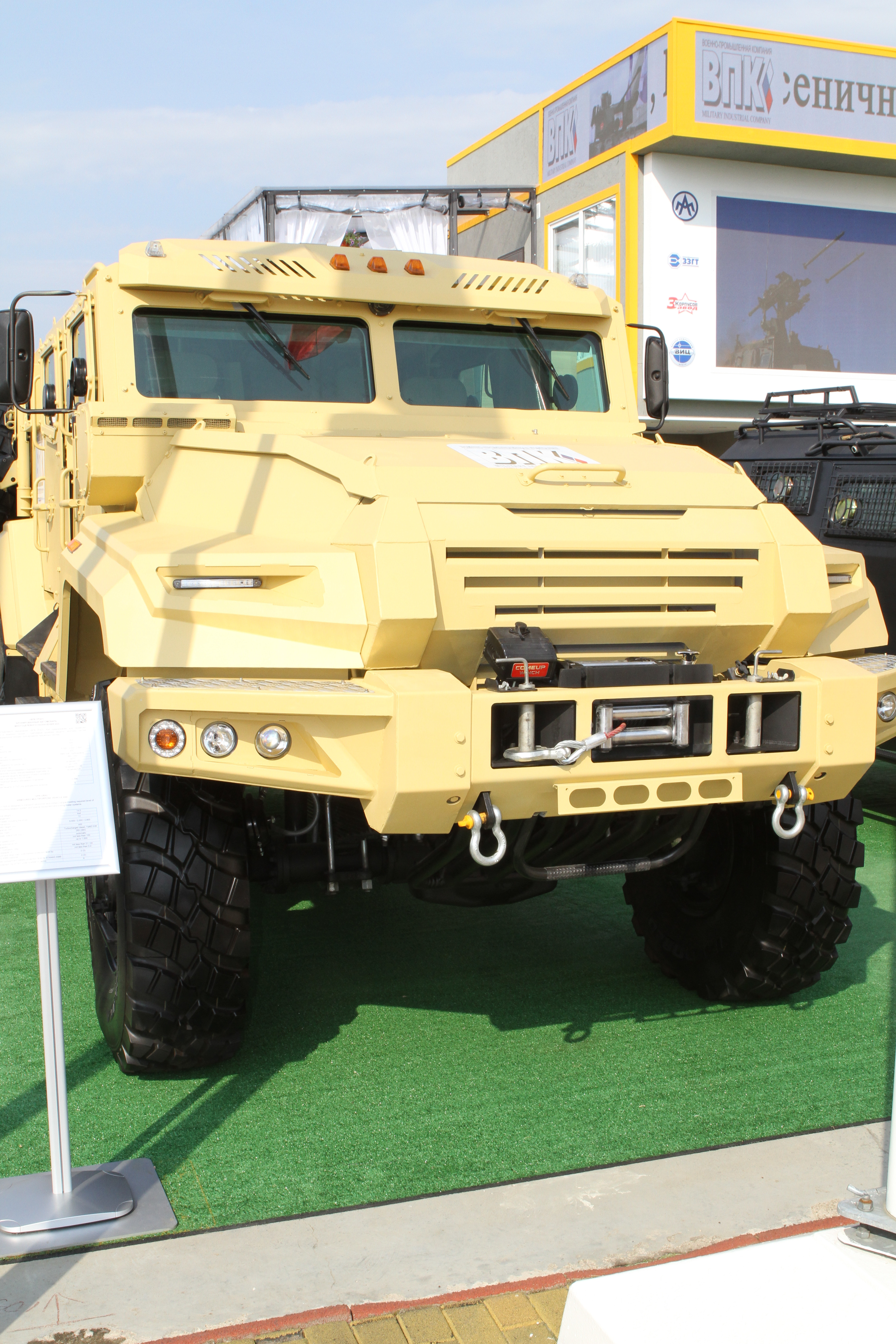
Lors du forum Army
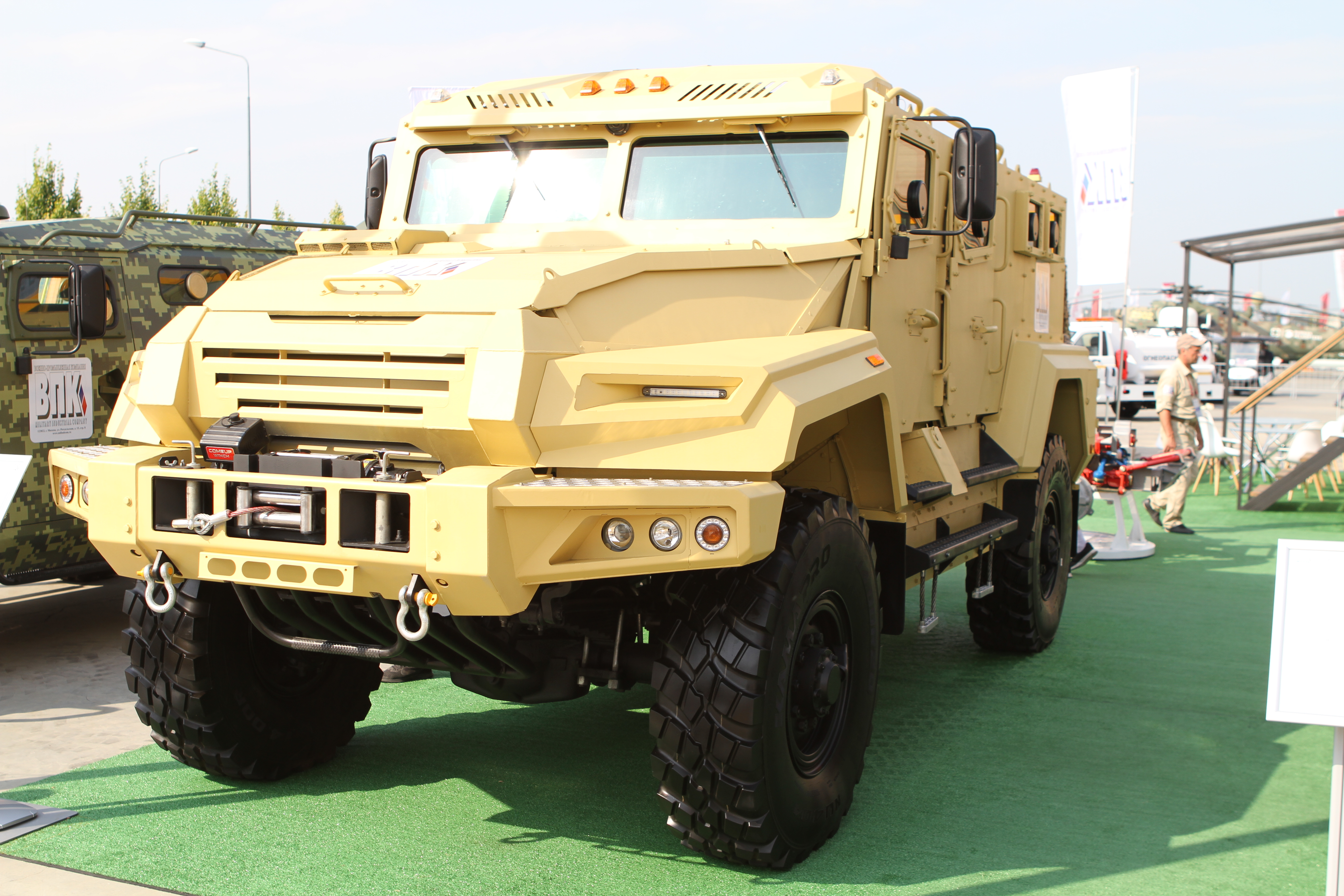
Lors du forum Army
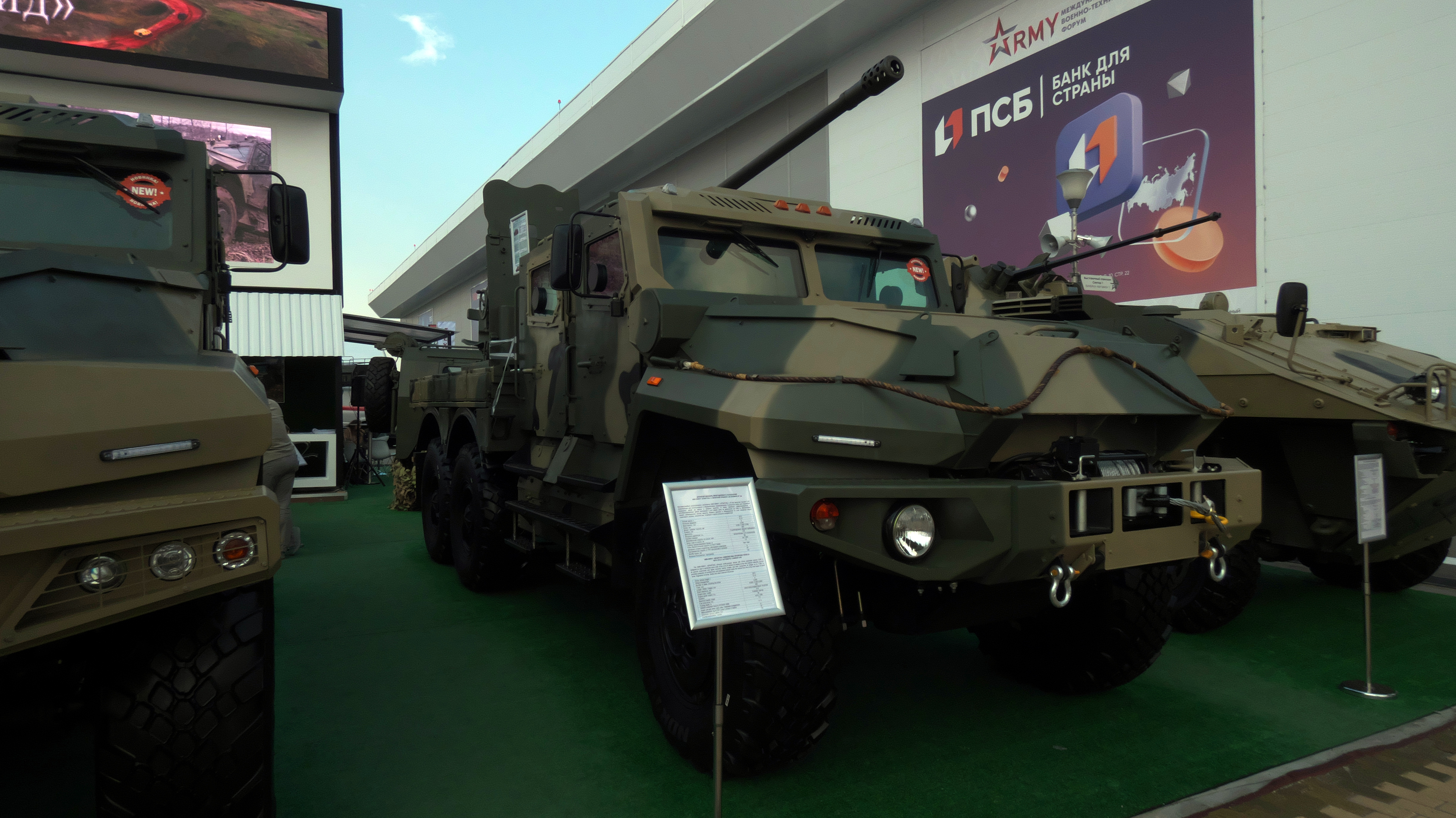
AMN-590911 Spartak 6x6 avec un canon S-60
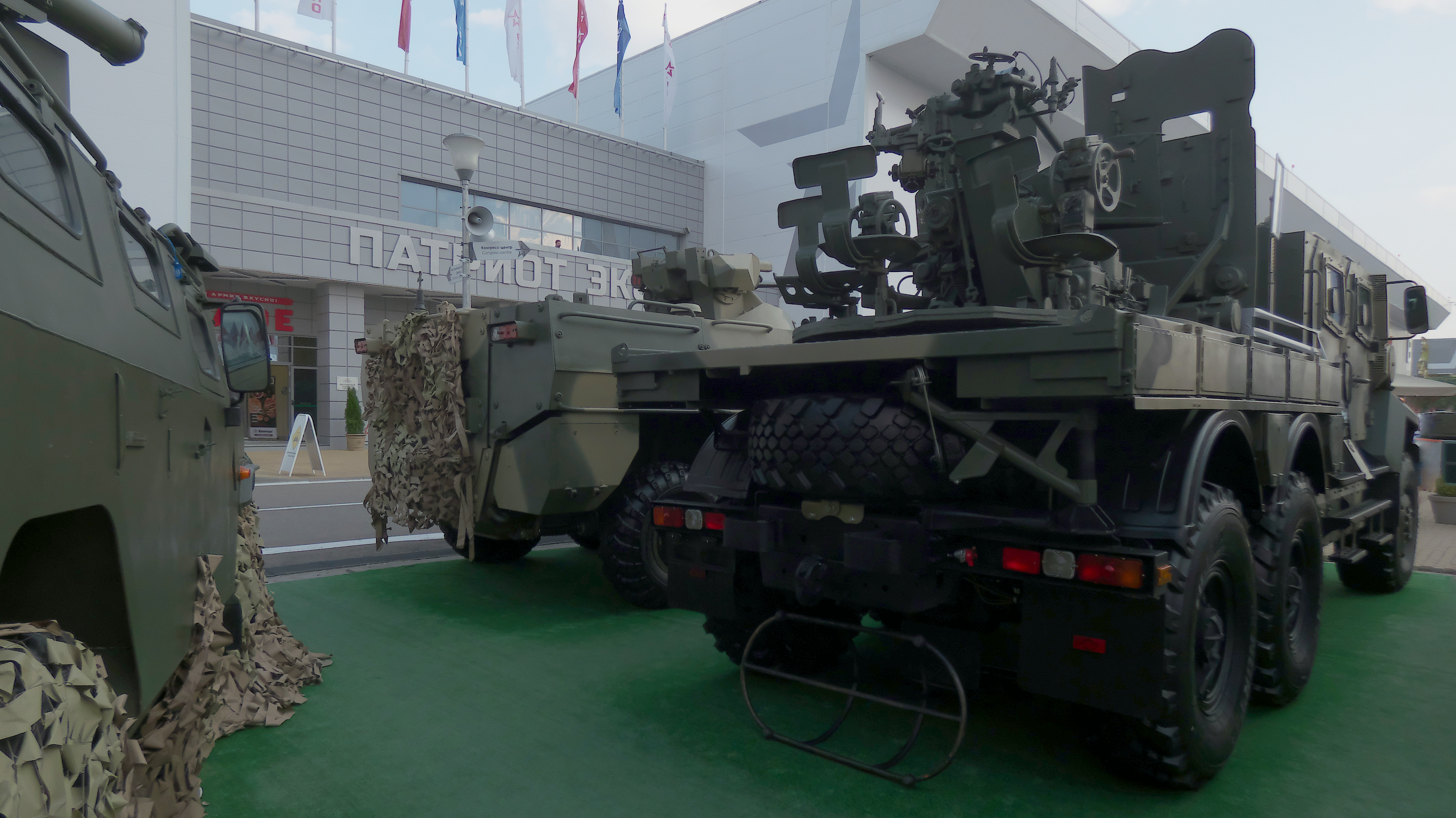
AMN-590911 Spartak 6x6 avec un canon S-60